# (15140) 2000 EB97
A (15140) 2000 EB97 a Naprendszer kisbolygóövében található aszteroida. A LINEAR projekt keretében fedezték fel 2000. március 10-én.